# شاه‌سنجاقک سیاه
شاه‌سنجاقک باشکوه یا شاه‌سنجاقک سیاه (نام علمی: Anax tristis) نام یک گونه از سرده شاه‌آسیابک است.